# Zsa Zsa Speck
Zsa Zsa Speck (właściwie Perry Pandrea) – były keyboardzista zespołu Marilyn Manson w roku 1989. Jego pseudonim sceniczny pochodzi z połączenia  nazwiska aktorki Zsa Zsa Gabor oraz mordercy Richarda Specka, idąc w ślady stylu nadawania pseudonimów zespoły, które mają się składać z imion słynnych modelek lub aktorek oraz nazwisk seryjnych morderców. Na jego miejsce wszedł Madonna Wayne Gacy jako keyboardzista pod koniec 1989.
W książce Marilyna Mansona The Long Hard Road Out of Hell opisuje on Zsa Zsa jako niezdarnego, pryszczatego nastolatka.
Po wyrzuceniu z zespołu, Pandrea postanowił zaśpiewać dla L.U.N.G.S. (później zmieniono nazwę na Collapsing Lungs, a potem znów zmieniono na Lungs). Opublikowali oni album w 1994, pod nazwą "Colorblind".

Aktualnie Pandrea pracuje w szkole jako nauczyciel, i nie lubi rozmawiać o czasie gdy był w zespole.